# Kalliosaari (ö i Norra Savolax, Nordöstra Savolax, lat 63,01, long 28,55)
Kalliosaari är en ö i Finland. Den ligger i sjön Äljänä och i kommunen Kaavi i den ekonomiska regionen  Nordöstra Savolax ekonomiska region  och landskapet Norra Savolax, i den centrala delen av landet, 400 km nordost om huvudstaden Helsingfors. Öns area är 0,3 hektar och dess största längd är 70 meter i öst-västlig riktning.